# Стефанчук, Николай Алексеевич
Никола́й Алексе́евич Стефанчу́к (укр. Микола Олексійович Стефанчук; род. 4 мая 1981, Хмельницкий, УССР, СССР) — украинский политик, доктор юридических наук, доцент, адвокат, основатель общественной организации «Европейский научно-исследовательский институт права», начальник юридического отдела государственной организации «Национальный офис интеллектуального имущества», преподаватель, заслуженный юрист Украины, волонтёр. С 2019 года — народный депутат Украины IX созыва, представляет партию «Слуга народа».

## Биография
Родился и жил в городе Хмельницкий, в 1997 году окончил среднюю школу № 18 с отличием, получил 4 высших образования в сфере права (2003), педагогики (2007), психологии (2012) и управления (2012). Защищал детей-сирот, ветеранов Афганской войны и АТОвцев как адвокат. Написал более сотни научных трудов в области права. С 2016 года преподаёт в Киевском национальном университете имени Тараса Шевченко.
Имеет старшего брата Руслана Стефанчука — идеолога партии «Слуга народа» и представителя президента Украины Владимира Зеленского в Верховной Раде Украины.

## Политическая карьера
В ходе предвыборной кампании к внеочередным выборам в Верховную Раду Украины стал кандидатом в народные депутаты от партии «Слуга народа» по 187 мажоритарному округу (г. Хмельницкий).
14 июля в 12:00 на стадионе «Подилля» встретился с Вячеславом Неволько — кандидатом в депутаты от партии «Батькивщина» на дебатах. По данным ЦИК на выборах получил 24882 голоса — 35,82 %, заняв первое место, обогнав кандидата от партии «Свобода» и депутата Хмельницкого городского совета Диденко Виталия на 6 %.